# En Route (album)
En route is het debuut studioalbum van de Vlaamse singer-songwriter Tourist LeMC. Het album werd uitgebracht op 20 maart 2015 door Top Notch. Het album bevat verschillende singles zoals Koning liefde, En route, Meester kunstenaar en Horizon. In december 2015 bracht de zanger het album opnieuw uit, met 19 live versies van de singles op het album, die toen gezongen werden in de AB, te Brussel.

## Tracklist
| Nr. | Titel                                   | Schrijver(s)                                                        | Producent(en)                         | Duur |
| --- | --------------------------------------- | ------------------------------------------------------------------- | ------------------------------------- | ---- |
| 1.  | "En route"                              | Johannes Faes, Youssef Chellak, Alain Lunaman Croisy                | Youssef Chellak, Alain Lunaman Croisy | 3:43 |
| 2.  | "Bilan"                                 | Johannes Faes                                                       | Youssef Chellak, Johannes Faes        | 3:42 |
| 3.  | "Verhalen van de wijk"                  | Johannes Faes, Serge Ernalsteen                                     | Kinetic                               | 4:37 |
| 4.  | "De troubadours" (met Flip Kowlier)     | Johannes Faes, Filip Cauwelier                                      | Filip Cauwelier                       | 4:03 |
| 5.  | "Miljonaire"                            | Johannes Faes, Djon Lundstorm                                       | Johannes Faes, Youssef Chellak        | 3:43 |
| 6.  | "Adieu" (met Fit)                       | Johannes Faes, Glen Faria, Yello Staelens, Kevin Cloos              | Yello Staelens                        | 3:08 |
| 7.  | "Koning liefde"                         | Johannes Faes, Youssef Chellak, Alain Croisy                        | Youssef Chellak, Alain Croisy         | 3:21 |
| 8.  | "Tot hiertoe alles goe"                 | Johannes Faes, Serge Ernalsteen                                     | Kinetic                               | 3:21 |
| 9.  | "Meester kunstenaar" (met Bart Peeters) | Johannes Faes, Youssef Chellak, Alain Lunaman Croisy                | Youssef Chellak, Alain Lunaman Croisy | 3:35 |
| 10. | "Chanter"                               | Johannes Faes, Youssef Chellak, Alain Lunaman Croisy                | Johannes Faes, Youssef Chellak        | 3:58 |
| 11. | "Horizon" (met Wally)                   | Youssef Chellak, Johannes Faes, Alain Lunaman Croisy, Wouter Immers | Youssef Chellak                       | 3:33 |
| 12. | "Deze nacht"                            | Johannes Faes, Walter Heynen, Wannes Van de Velde                   | Johannes Faes, Youssef Chellak        | 3:40 |

## Hitlijsten
En route stond 280 weken in de Ultratop 200 Albums, waarvan 3 weken op de tweede plaats. Het album kreeg dubbel platina voor het vele streamen en verkopen. 

### Jaaroverzichten
| Grafiek (2015)               | Positie | Grafiek (2018)               | Positie |
| ---------------------------- | ------- | ---------------------------- | ------- |
| België (Ultratop Vlaanderen) | 4       | België (Ultratop Vlaanderen) | 72      |
| Grafiek (2016)               | Positie | Grafiek (2019)               | Positie |
| België (Ultratop Vlaanderen) | 7       | België (Ultratop Vlaanderen) | 80      |
| Grafiek (2017)               | Positie | Grafiek (2020)               | Positie |
| België (Ultratop Vlaanderen) | 28      | België (Ultratop Vlaanderen) | 185     |